# Dharmanatha

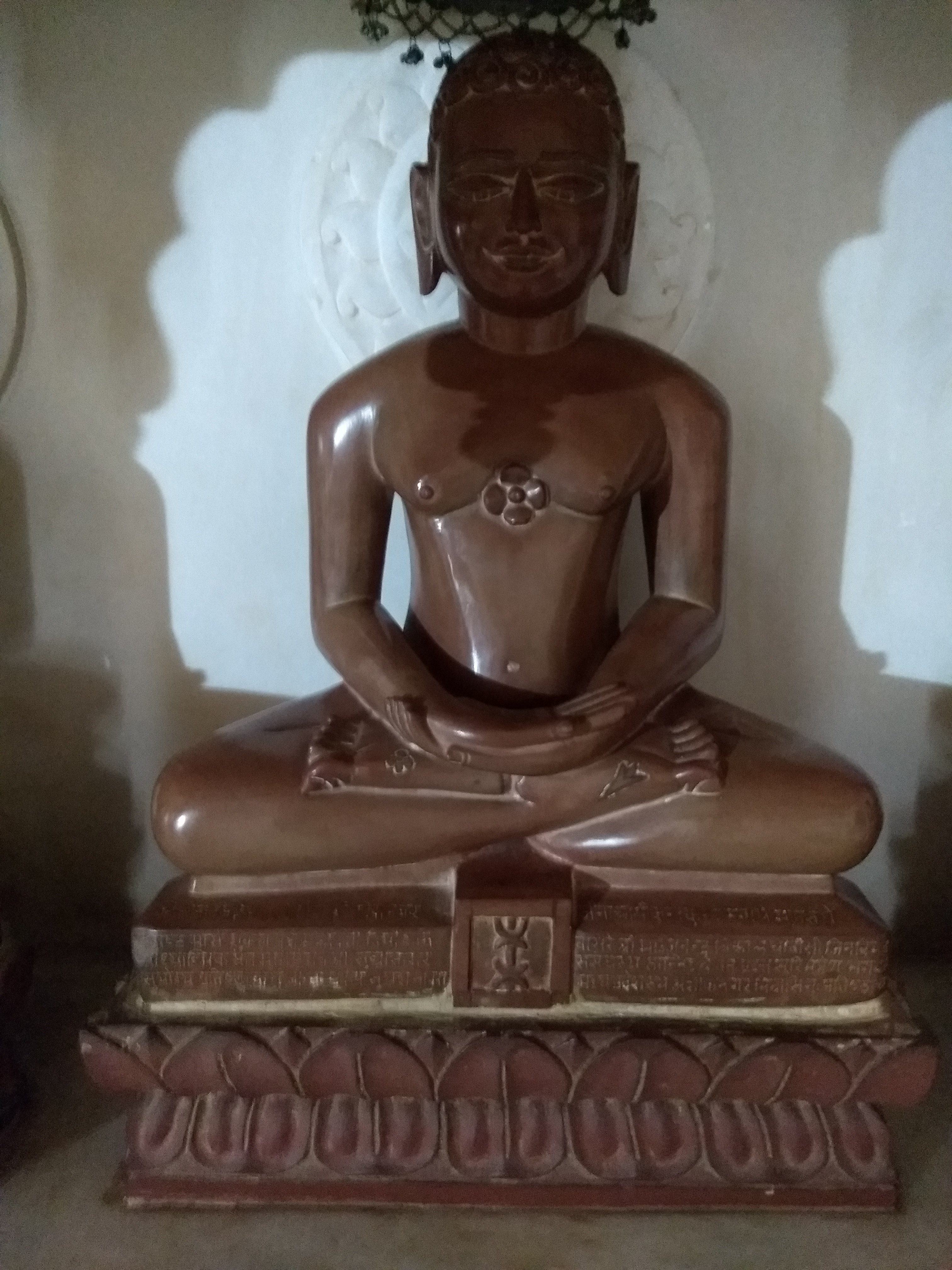
Estatua de Dharmanatha

Dharmanatha fue el decimoquinto Tirthankara jainista de la era actual (Avasarpini). Según las creencias jainistas, se convirtió en un siddha, un alma liberada que ha destruido todo su karma. Dharmanath nació del rey Bhanu Raja y la reina Suvrata Rani en Ratnapuri en la dinastía Ikshvaku. Su fecha de nacimiento fue el tercer día del mes Magh Sukla del calendario indio.
El templo Hutheesing Jain, ubicado en Ahmedabad en Gujarat, construido en 1848 d. C., está dedicado a él.